# Stara Wieś (powiat aleksandrowski)
Stara Wieś – wieś w Polsce położona w województwie kujawsko-pomorskim, w powiecie aleksandrowskim, w gminie Aleksandrów Kujawski.
W latach 1975–1998 miejscowość administracyjnie należała do województwa włocławskiego.
Wieś w sołectwie Rudunki – zobacz jednostki pomocnicze gminy Aleksandrów Kujawski w  BIP.